# Schaffhausen
Schaffhausen (em francês:  Schaffhouse, em italiano:  Sciaffusa, em romanche Schaffusa)  é uma comuna da Suíça, no Cantão Schaffhausen, com cerca de 33 527 habitantes. Estende-se por uma área de 31,1 km², de densidade populacional de 1013 hab/km². Confina com as seguintes comunas: Beringen, Büsingen am Hochrhein (DE-BW), Büttenhardt, Dörflingen, Feuerthalen (ZH), Flurlingen (ZH), Hemmental, Merishausen, Neuhausen am Rheinfall, Stetten.
A língua oficial nesta comuna é o alemão.